# Dolna Bretania

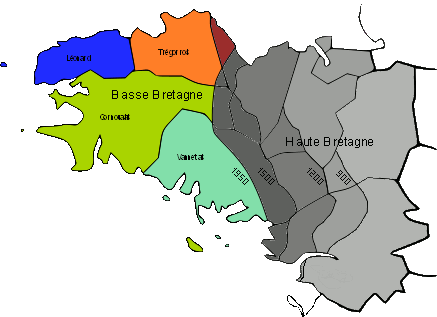
Mapa Bretanii: w kolorze przedstawiono zasięg terytorialny Dolnej Bretanii, w której w dużo większym stopniu (niż w Górnej Bretanii) stosowany jest język bretoński; w odcieniach szarości przedstawiono Górną Bretanię, związaną z językiem gallo

Dolna Bretania (br. Breizh Izel, fr. Basse-Bretagne) – określenie części Bretanii położonej na zachód od francuskiej miejscowości Ploërmel, gdzie język bretoński oraz kultura związana z tym językiem ma większe oddziaływanie, niż w przypadku Górnej Bretanii, w której dominuje oddziaływanie kultury oraz języków romańskich, w tym języka gallo. W szkołach Dolnej Bretanii nauczano języka bretońskiego przez około 130 lat – od lat 30 XIX wieku do mniej więcej roku 1960.
Nazwa Dolna Bretania może być myląca, gdyż średnia wysokość tego obszaru nad poziomem morza jest większa niż średnia określona dla Górnej Bretanii. Nie wysokość zatem zadecydowała o tym określeniu. W tradycji języka starofrancuskiego określenie  „haut”  (wysoki) oznacza położony w pobliżu stolicy prowincji, natomiast „bas” – położony z dala od stolicy prowincji. Ta zasada sprawdza się i w tym przypadku – miejscowości Dolnej Bretanii są bowiem położone w większej odległości od stolicy regionu, którą jest Rennes. 
Największym miastem Dolnej Bretanii jest Brest, położony na wybrzeżu Oceanu Atlantyckiego, liczący 14 1303 (2010) mieszkańców, który jest zarazem drugim co do wielkości miastem w całej Bretanii (po Rennes w Górnej Bretanii).